# HK P30半自動手槍
HK P30是一系列由德国槍械製造商黑克勒&科赫在2006年研製和生產的緊湊型、全尺寸及䄂珍型半自動手槍，是HK P2000的改進型，在2005年公開的早期型P30原型又被稱為P3000。先後推出9×19毫米和.40 S&W這兩種手枪口徑的P30，9毫米口徑的可拆卸式雙排彈匣的容量為15發，而.40 S&W口徑則為13發。P30亦具有使用獨特的改進設計，更符合人體工程學的特點；它所具有的特點是，減少了操作時所造成的壓力，並同時增加使用者操作和射擊的時侯的舒適度。

## 歷史
HK P30的設計概念就是一把理想的執法機關用手槍，而且多個執法機構並已經將HK P30選用作制式佩槍。
截至2006年底，德國聯邦海關總署（德語：Zollkriminalamt，簡稱：ZKA）已購入13,500把P30 V6，亦分配到各個成員以取代以前使用的P6，使他們成為P30的第一個客戶。
此外，挪威警察已決定購入P30L V1手槍，亦且購入約7,000把。
在2008年10月，瑞士苏黎世州的州警察以價值160萬瑞士法郎（約$13.5萬）購買數目和型號不詳的P30，以取代以前使用的SIG P225和SIG P228。
2008年11月下旬，德國聯邦警察訂購30,000把P30 V2，另外擁有5,000把選擇購買權，並且定於2009年夏季至2011年交付。
2010年4月，德國黑森（英語：Hesse）國家警察訂購大約16,000把P30 V2。同時黑森的州級監獄的獄警亦將裝備這種手槍型號。
P30 NL（H3）型號目前正在考慮給荷蘭警察服役。這把手槍完成第二個在歐洲的招標，擊敗在2011年11月以後被駁回的SIG P250，和之前的華瑟P99 Q NL（H3）和貝瑞塔Px4 Storm。當荷蘭警察部長伊沃·奧沙弗斯（英語：Ivo Opstelten）得出的結論是SIG Sauer在大量生產的環境以下根本無法實現所要求的品質，他決定選擇了P30 NL（H3）。然而，瓦爾特和貝瑞塔向法院提出上訴，堅持應該開始一個新的招標程序。2012年1月24日，法院決定應該組織一個新的招標程序。奧沙弗斯選擇啟動一個快速和嚴格的新招標程序，如果中標者應予以拒絕，可以選擇其他產品。這將會導致荷蘭公共安全與司法部延遲引進一把新型警用手槍一至一年半。在2012年10月，瓦爾特P99 Q NL（H3）變得明顯地會在2013年至2014年取代瓦爾特P5和格洛克17這兩款手槍。

## 設計細節
與P2000一樣，P30是一把短後座行程作用操作、閉膛待擊半自動手枪，它使用了改良白朗寧式無閉鎖凸耳的槍機，而垂直傾斜槍管的設計亦是來自HK USP系列自動裝填手槍，以及最現代化的無閉鎖凸耳半自動射擊系統。
技術上，P30類似於P2000，而差異就在其外觀和人體工程學上的改進。
P30亦是一把使用外置式擊錘擊發的手槍；亦具有一款可選的縮短型擊錘。它裝有非常靈巧的套筒鎖（無彈後定桿）和彈匣卡筍安裝在扳機護環附近的兩側，兩手皆可讓拇指舒服地操作，進而快速識別彈盡和更換彈匣。各個衍生型的扳機和扳機系統提供了轉換扳機射擊模式可能性，即是由第一種操作模式轉換到另一種操作模式。有幾種的衍生型是可以使用“執法機關修改型”（英語：Law Enforcement Modification，簡稱：LEM trigger，又稱為“戰鬥防衛型”，簡稱：CDA）的扳機結構（黑克勒&科赫研製的純雙動操作型號），其設計足以抗衡使用單／雙動操作的扳機結構。
所有的P30手槍都具有自動擊錘保險和擊針保險。某些扳機配置也提供了待擊解脫桿。

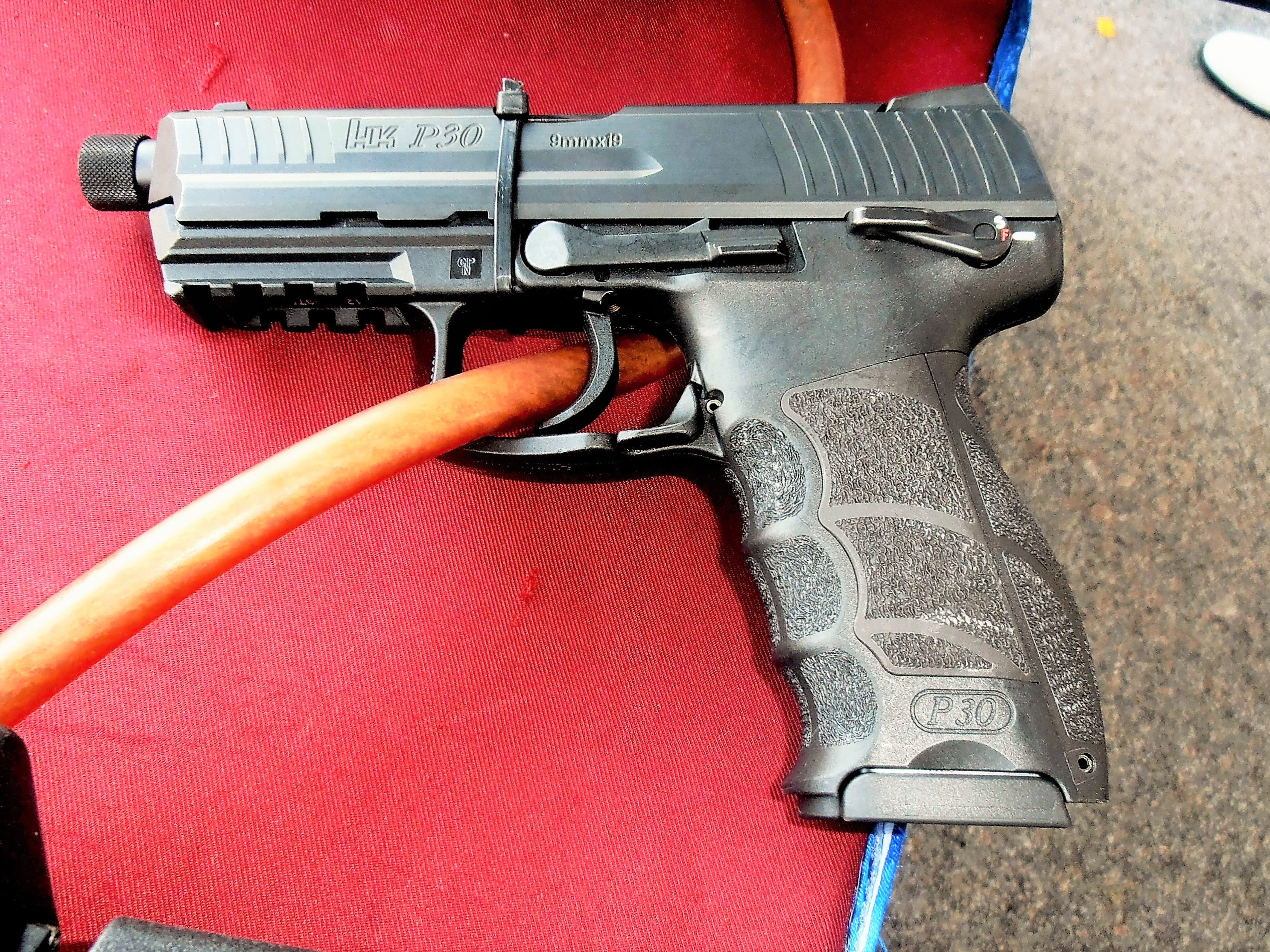
馬來西亞皇家海軍反恐特種部隊PASKAL採用的HK P30戰術型。

以钢材、冷鍛法和鍍铬工藝製造出來的槍管具有多邊形的輪廓，而套筒是由硝酸滲碳所製成的鋼材所製成，十分堅硬。P30亦跟隨著最近的現代手槍設計趨勢，大量地採用耐高溫、耐磨損的聚合物及鋼材混合材料以減輕全槍重量和生產成本。
主要金屬成分，比如鋼製套筒都經過氮化保護表面處理。黑克勒-科赫指出這種表面的“HE”（Hostile Environment，惡劣環境）處理，硝基氣體滲碳，產生的黑色氧化膜極其堅硬。它能夠使這手槍抗磨損和腐蚀，包括避免接觸海水，這種處理使得它特別適合用作個人隱蔽攜帶的手槍（尤其是其袖珍型時），而高聚氯乙烯耐處理亦可以減少手槍受到汗水的影響。
P30亦跟隨著最近的現代手槍設計趨勢，大量地採用耐高溫、耐磨損的聚合物及钢材混合材料以減輕全槍重量和生產成本。與其他黑克勒-科赫手槍設計不同的是，P30的握把使用了模塊化設計，以適應個別需要。握把可以換裝3種可更換式後方握把片和3種側面握把片，兩者皆有小型、中型和大型這3種尺寸。
不論是後方握把片和側面握把片的組裝都可以完全地隨機選擇換裝，包括對稱和不對稱，總共有27種不同握把片配置。這樣就令使用者可以因應其手掌大小而調節握把的形狀和尺寸，更適合不同的手形。加上握把上亦有手指凹槽的設計，因此射擊時比較穩定和準確。即使是女性也可以舒適地握緊和射擊。
P30的機械瞄具包括後方的方形缺口式照門及前方的片狀準星。三點式準星上已經塗上了非放射性光致发光的超級夜光塗料，可以在照明條件不利以下透過增強對比協助瞄準以及射擊。
P30還在套筒以下、底把的扳機護環前方的防塵蓋整合了一條MIL-STD-1913式戰術燈安裝導軌，以安裝各種戰術燈、雷射瞄準器和其他戰術配件。安裝以後十分穩固，而且無需使用任何工具輔助安裝。
P30的彈匣在沒有上子彈時的重量為93克（3.28盎司，0.21磅）。
清潔P30的時候，可以在不需要任何工具以下就將P30分解成各個組件。分解手槍的時候，握槍手不需要離開握把就可以分解套筒。
後來，在2010年的SHOT Show之中，HK USA推出了.40口徑的P30；在2011年的SHOT Show之中，再推出了.40口徑的P30S。2015年，推出了HK P30的袖珍型：P30SK。

### 選項
P30可以選擇裝上上膛指示器，看到擊針尾突出的紅色標記的話，就要注意有一發子彈在膛室內。
P30的另一個選擇是可以明顯地看見的空彈匣指示器，可以選擇颜色為红色、白色或橙色。其操作模式就是在彈匣最後一發子彈射出以後，在套筒旁彈出。和空槍掛機裝置一樣，是為了警告射手彈匣的子彈耗盡。
另一種選擇是一個可以由拇指靈活地操作的手動安全槓桿。有了這個手動安全槓桿，P30可以在“待擊解脫及上鎖”的狀態，就像一般的上鎖狀態。P30是可以選擇這個外置的安全功能，而裝上了這個功能後，該槍會改稱為P30S（P30L的話會改稱為P30LS）。
為記錄P30的具體數據，P30亦可以在槍上裝上一個被動式RFID應答器系統。存儲的數據可以通過外部單位的電腦系統檢閱。

## 衍生型
| 型號   | 特點 |
| ------ | --- |
| P30    | 基本型號 扳機為雙動／“戰鬥防衛型”操作型扳機（DA／CDA），沒有待擊解脫按鈕 扳機行程約14毫米（0.55英吋） 雙動操作的扳機扣力固定在大約51牛頓（11.47磅力）和“戰鬥防衛型”扳機扣力固定在大約20牛頓（4.5磅力），並且有明顯的扳機釋放點 裝有自動擊錘保險和擊針保險，擊錘可以在半降下模式，並可安裝手動保險                                    |
| P30L   | P30的延長槍管和套筒版本，專為挪威警察而設計。 有1—6的衍生型 |
| P30SK  | P30的縮短槍管和套筒版本，專為挪威警察而設計。 有1—6的衍生型 |
| P30S   | 和P30相近，但配備了可選的外置式靈巧手動保險；簡單而言，就是兩手的大拇指都可用以操作保險裝置的衍生型。 該手動保險可用於大多數（V0—4）的衍生型。 裝上了可選的外置式靈巧手動保險的衍生型的尺寸與沒有該功能的衍生型相似，只是重量增加約50克（1.76盎司）而手動保險桿的寬度增加3.66毫米（0.144英寸）導致總寬度為38.46毫米（1.514英寸）。   |
| P30LS  | 和P30L相近，但配備了可選的外置式靈巧手動保險；簡單而言，就是兩手的大拇指都可用以操作保險裝置的衍生型。 該手動保險可用於大多數（V0—4）的衍生型。 裝上了可選的外置式靈巧手動保險的衍生型的尺寸與沒有該功能的衍生型相似，只是重量增加約50克（1.76盎司）而手動保險桿的寬度增加3.66毫米（0.144英寸）導致總寬度為38.46毫米（1.514英寸）。  |
| P30SKS | 和P30SK相近，但配備了可選的外置式靈巧手動保險；簡單而言，就是兩手的大拇指都可用以操作保險裝置的衍生型。 該手動保險可用於大多數（V0—4）的衍生型。 裝上了可選的外置式靈巧手動保險的衍生型的尺寸與沒有該功能的衍生型相似，只是重量增加約50克（1.76盎司）而手動保險桿的寬度增加3.66毫米（0.144英寸）導致總寬度為38.46毫米（1.514英寸）。 |

無論是P30、P30L和P30SK手槍，都提供了多種扳機配置。它可以將（原來的）P30、P30L或P30SK的扳機配置改為另一種扳機配置。

### 扳機配置
有多種型號的P30手槍的扳機配置是黑克勒&科赫獨有的“戰鬥防衛”操作型扳機（CDA），這是純雙動操作型扳機（DAO）的衍生型，雖然同樣地是利用擊鎚內裝置的隱藏拉機組件，用指力解除內部的保險待擊解脫杆並及後擊發，但其扳機扣力比起純雙動操作型扳機輕。P30的衍生型除了使用“戰鬥防衛型”的扳機配置，同時亦提供了常規手槍的扳機配置。
| 型號             | 扳機類型                                | 扳機扣力                                                        | 扳機行程                                                 | 特點 |
| ---------------- | --------------------------------------- | --------------------------------------------------------------- | -------------------------------------------------------- | --- |
| P30／P30L（S）V0 | 雙動／“戰鬥防衛型”操作型扳機（DA／CDA） | 雙動操作：51牛頓（11.47磅力） “戰鬥防衛型”：20 牛頓（4.5 磅力） | 14毫米（0.55英吋）                                       | 擊鎚內裝置了隱藏的拉機組件，有外置式擊錘，沒有待擊解脫按鈕 裝有自動擊錘保險和擊針保險，擊錘可以在半待擊狀態，並可安裝保險 |
| P30／P30L（S）V1 | “戰鬥防衛”操作型扳機（CDA）             | 20牛頓（4.5磅力）                                               | 14毫米（0.55英吋）                                       | 擊鎚內裝置了隱藏的拉機組件，沒有外置式擊錘和待擊解脫按鈕 裝有自動擊錘保險和擊針保險，擊錘可以在半待擊狀態，並可安裝保險   |
| P30／P30L（S）V2 | “戰鬥防衛”操作型扳機（CDA）             | 32.5牛頓（7.31磅力）                                            | 14毫米（0.55英吋）                                       | 裝有自動擊錘保險和擊針保險，擊錘可以在半待擊狀態，並可安裝保險                                                            |
| P30／P30L（S）V3 | 單／雙動操作型扳機（SA／DA）            | 雙動操作：51牛頓（11.47磅力） 單動操作：24 牛頓（5.4 磅力）     | 雙動操作：14毫米（0.55英吋） 單動操作：7毫米（0.28英吋） | 擊鎚內沒有裝置隱藏的拉機組件，有外置式擊錘和待擊解脫按鈕 裝有自動擊錘保險和擊針保險，擊錘可以在半待擊模式，並可安裝保險   |
| P30／P30L（S）V4 | “戰鬥防衛”操作型扳機（CDA）             | 27.5牛頓（6.18磅力）                                            | 14毫米（0.55英吋）                                       | 裝有自動擊錘保險和擊針保險，擊錘可以在半待擊狀態，並可安裝保險                                                            |
| P30／P30L V5     | 純雙動操作型扳機（DAO）                 | 36牛頓（8.09磅力）                                              | 14毫米（0.55英吋）                                       | 沒有外露的擊鎚、其拉機組件和待擊解脫按鈕 裝有自動擊錘保險和擊針保險，擊錘不可以在半待擊狀態，不可安裝保險                 |
| P30／P30L V6     | 純雙動操作型扳機（DAO）                 | 39牛頓（8.77磅力）                                              | 14毫米（0.55英吋）                                       | 沒有外露的擊鎚、其拉機組件和待擊解脫按鈕 裝有自動擊錘保險和擊針保險，擊錘不可以在半待擊狀態，不可安裝保險                 |

目前P30／P30L／P30SK在美國提供V1、V2、V3型的扳機配置。

## 使用國
- 比利时
  - 警察單位[20]
- 德国
  - 德國聯海關總署調查局（英语：Zollkriminalamt）（13,500把V6）[2][21]
  - 德國聯邦警察（30,000把V2，另外有5,000可以選擇）[4]
  - 黑森邦警察（英语：Hesse State Police）、獄警（16,000把V2）[22]
  - 德國陸軍特種部隊司令部
- 印度尼西亞
  - 印尼海軍死亡之海分隊（英语：Denjaka）
- 马来西亚
  - 馬來西亞皇家海軍海軍特種作戰部隊
- 挪威
  - 挪威警察局（英语：Norwegian Police Service）（P30L）[2]
- 葡萄牙
  - 葡萄牙治安警察局（英语：Polícia de Segurança Pública）
  - 國家共和衛隊（英语：National Republican Guard (Portugal)）[23]
- 西班牙
  - 加泰隆尼亞特警單位
- 瑞士
  - 苏黎世州警察[3]

## 流行文化

### 電影
- 2012年—：由浴血幫炸彈專家陳美琪／瑪姬·陳（Maggie Chan，余男飾演）所使用。
- 2013年—《家園防線》：由一名殺手（羅恩·敘勒飾演）所使用。
- 2014年—：型號為P30L，为享有“巴巴亚加”（又称夜魔）之名的该片主角约翰·威克（基努·里维斯饰演）主用手枪。
- 2014年—《痞子英雄2：黎明再起》：由主角吳英雄（趙又廷飾演）所使用。
- 2015年—：由億萬富豪慈善家烈文·華倫天（Richmond Valentine，森姆·積遜飾演）所使用。
- 2017年—：型號為P30L，由主角约翰·威克（基努·里维斯饰演）於故事開頭所使用。

### 電視劇
- 2014年—《24：再活一天》：型號為9毫米口徑型，由主角（Jack Bauer，飾演）所使用，奇怪地被他稱為“HK30”。

### 電子遊戲
- 2013年－《劫薪日2》
- 2019年－《少女前線》
- 2021年－《蔚藍檔案》：格黑娜學園學生、便利屋68成員的鬼方佳世子的固有武器「Demon's Roar」原型就是HK P30手槍，並有安裝消音器。

## 資料來源

## 外部連結
- （英文）—H&K官方網頁（軍方）—
  - P30（页面存档备份，存于）
  - P30L（页面存档备份，存于）
  - P30SK（页面存档备份，存于）
- （英文）—Heckler & Koch :: Products—
  - P30/P30S（页面存档备份，存于）
  - P30L/P30LS（页面存档备份，存于）
  - P30CM（页面存档备份，存于）
- （英文）—HKPRO—P30 (Originally P3000)[永久]
- （英文）—Modern Firearms—Heckler & Koch HK P30 pistol（页面存档备份，存于）
- （英文）—Weapon.ge—
  - Heckler & Koch P30[]
  - Heckler & Koch P30L（页面存档备份，存于）
- （英文）或（德文）—Heckler & Koch Jagd- und Sportwaffen（页面存档备份，存于）
- （英文）—'P Series' user manual, includes the P30
- （英文）—2008 Heckler & Koch Military and LE brochure（页面存档备份，存于）
- （英文）—Reports on a Heckler & Koch P30 9x19mm Parabellum endurance test over 91,322 rounds conducted by pistol-training.com（页面存档备份，存于）
- （英文）—The Firearm Blog.com—
  - Heckler & Koch P30 CM (Non-Lethal Paintball Marker)（页面存档备份，存于）
  - Gun Review: Heckler & Koch P30（页面存档备份，存于）
  - H&K Announces P30SK Compact 9mm Pistol（页面存档备份，存于）
  - Heckler & Koch P30SK Shooting Review（页面存档备份，存于）
- （英文）—The Truth About Guns.com—
  - Gun Review: H&K P30（页面存档备份，存于）
  - Gun Review: HK P30LS in .40 S&W（页面存档备份，存于）
  - Which Gun Would You Grab: HK P30 V3 9mm or SIG P228 M11-A1（页面存档备份，存于）
  - HKParts.net Magazine Extension Kits（页面存档备份，存于）
  - Gun Review: Heckler & Koch P30L V1（页面存档备份，存于）
- （英文）—Tactical-Life.com—
  - Heckler & Koch P30 9mm（页面存档备份，存于）
  - Heckler & Koch P30 9mm（页面存档备份，存于）
  - Heckler & Koch P30s .40 S&W（页面存档备份，存于）
  - Heckler & Koch P30L 9mm（页面存档备份，存于）
  - HECKLER & KOCH P30L .40 S&W（页面存档备份，存于）
  - Preview: Heckler & Koch P30 9mm（页面存档备份，存于）
  - Heckler & Koch P30L: Border Patrol’s Adopted Beauty（页面存档备份，存于）
  - 7 Reasons Why Cops Choose the 9mm Over the .40（页面存档备份，存于）
  - Heckler & Koch Adds Concealable P30SK Handgun to P30 Series（页面存档备份，存于）
  - P30SK: Heckler & Koch’s New ‘SubKompact’ Pistol（页面存档备份，存于）
  - 26 New Mid- To Full-Sized Handguns On the Market（页面存档备份，存于）
- （英文）—Personal Defense World.com—
  - 40 Autopistols From CONCEALED CARRY HANDGUNS 2016
  - Heckler & Koch’s Stylish, Street-Ready P30SK 9mm（页面存档备份，存于）
  - Personal Defense World.com—10 Fast & Furious .40 S&W Handguns（页面存档备份，存于）
  - 30 Concealed Carry Handguns To Jumpstart Your Personal Defense（页面存档备份，存于）
  - 21 of the Best Pocket Pistols Currently Available（页面存档备份，存于）
  - 27 Full-Sized Pistols From COMBAT HANDGUNS In 2015（页面存档备份，存于）
- （简体中文）—D Boy Gun World（槍炮世界）—P30手枪（页面存档备份，存于）